# Geissan
Geissan en occità o Geyssans en francès és un municipi francès, situat al departament de la Droma i a la regió d'Alvèrnia-Roine-Alps. L'any 2007 tenia 549 habitants.

## Demografia

### Població
El 2007 la població de fet de Geyssans era de 549 persones. Hi havia 208 famílies de les quals 44 eren unipersonals (28 homes vivint sols i 16 dones vivint soles), 64 parelles sense fills, 88 parelles amb fills i 12 famílies monoparentals amb fills.
La població ha evolucionat segons el següent gràfic:
Habitants censats

### Habitatges
El 2007 hi havia 225 habitatges, 206 eren l'habitatge principal de la família, 8 eren segones residències i 11 estaven desocupats. 214 eren cases i 11 eren apartaments. Dels 206 habitatges principals, 181 estaven ocupats pels seus propietaris, 21 estaven llogats i ocupats pels llogaters i 4 estaven cedits a títol gratuït; 3 tenien dues cambres, 18 en tenien tres, 45 en tenien quatre i 140 en tenien cinc o més. 165 habitatges disposaven pel capbaix d'una plaça de pàrquing. A 67 habitatges hi havia un automòbil i a 132 n'hi havia dos o més.

### Piràmide de població
La piràmide de població per edats i sexe el 2009 era:
| Homes | Edats   | Dones |
| ----- | ------- | ----- |
| 0     | 95 o +  | 4     |
| 4     | 90 a 94 | 0     |
| 4     | 85 a 89 | 12    |
| 0     | 80 a 84 | 4     |
| 0     | 75 a 79 | 12    |
| 8     | 70 a 74 | 12    |
| 16    | 65 a 69 | 4     |
| 8     | 60 a 64 | 12    |
| 8     | 55 a 59 | 4     |
| 20    | 50 a 54 | 16    |
| 24    | 45 a 49 | 28    |
| 36    | 40 a 44 | 16    |
| 16    | 35 a 39 | 8     |
| 8     | 30 a 34 | 20    |
| 0     | 25 a 29 | 0     |
| 12    | 20 a 24 | 0     |
| 20    | 15 a 19 | 28    |
| 12    | 10 a 14 | 24    |
| 12    | 5 a 9   | 16    |
| 8     | 0 a 4   | 8     |

## Economia
El 2007 la població en edat de treballar era de 361 persones, 268 eren actives i 93 eren inactives. De les 268 persones actives 246 estaven ocupades (143 homes i 103 dones) i 22 estaven aturades (7 homes i 15 dones). De les 93 persones inactives 37 estaven jubilades, 35 estaven estudiant i 21 estaven classificades com a «altres inactius».

### Ingressos
El 2009 a Geyssans hi havia 217 unitats fiscals que integraven 588 persones, la mediana anual d'ingressos fiscals per persona era de 18.727 €.

### Activitats econòmiques
Dels 22 establiments que hi havia el 2007, 1 era d'una empresa de fabricació d'altres productes industrials, 7 d'empreses de construcció, 3 d'empreses de comerç i reparació d'automòbils, 1 d'una empresa d'hostatgeria i restauració, 2 d'empreses financeres, 5 d'empreses de serveis, 2 d'entitats de l'administració pública i 1 d'una empresa classificada com a «altres activitats de serveis».
Dels 6 establiments de servei als particulars que hi havia el 2009, 4 eren paletes, 1 lampisteria i 1 electricista.
L'any 2000 a Geyssans hi havia 29 explotacions agrícoles que ocupaven un total de 408 hectàrees.

## Equipaments sanitaris i escolars
L'únic equipament sanitari que hi havia el 2009 era una ambulància.
El 2009 hi havia una escola elemental.

## Poblacions més properes
El següent diagrama mostra les poblacions més properes.